# Гонди, Анри де
Анри де Гонди (фр. Henri de Gondi, род. 1572, Париж — 14 августа 1622 года, Париж) — французский кардинал, епископ Парижа (1598—1622). Представитель знатного франко-итальянского рода Гонди.

## Биография
Родился в Париже, сын Альбера де Гонди, герцога де Реца, и графини Клод де Клермон-Тоннерр, был шестым из десяти детей в семье. Обучался в Сорбонне получил докторат utroque iure, по каноническому и гражданскому праву, после чего избрал церковную карьеру.
Его родной дядя Пьер де Гонди занимал кафедру Парижа с 1568 года, благодаря его протекции Анри де Гонди занял одно из ведущих мест в руководстве парижской епархии, с 1587 года занимал пост каноника кафедрального капитула Парижа, был аббатом-коммендатором двух монастырей.
В 1597 году наследовал своему дяде на кафедре парижского епископа. Анри де Гонди стал вторым из четырёх последовательных представителей рода Гонди, занимавших парижскую кафедру на протяжении почти ста лет.
1 марта 1598 получил епископское посвящение, причём главным консекратором был его дядя. Занимал кафедру Парижа вплоть до своей смерти.
На консистории 26 марта 1618 Анри де Гонди был назван папой Павлом V кардиналом, однако так и не смог посетить Рим и лично получить кардинальскую шапку. Не участвовал в конклаве 1621 года, избравшего папу Григория XV. В 1619 году стал кавалером ордена Святого Духа.
Скончался 14 августа 1622 года в Париже, похоронен в капелле Гонди в соборе Парижской Богоматери. Его преемником на парижской кафедре стал его младший брат Жан-Франсуа де Гонди.